# Trettmann
Trettmann, pseudonimo di Stefan Richter (Karl-Marx-Stadt, 9 ottobre 1973), è un rapper e cantante tedesco.

## Biografia
Stefan Richter nasce a Karl-Marx-Stadt, oggi Chemnitz, nella Germania Est. Si appassiona presto alla musica, grazie all'ascolto della collezione di dischi di sua madre e delle radio occidentali proibite.
Negli anni 1990, si reca in Giamaica per un viaggio, che lo influenzerà nelle scelte musicali. Nel 2006 pubblica il singolo di debutto Der Sommer ist für alle da!, cantato in lingua alto-sassone sotto lo pseudonimo Ronny Trettmann, entrando nella classifica tedesca. Nel 2010 pubblica il primo album in studio, Zwei murblance Halunken, abbandonando il dialetto sassone e lo stile comico. Nel 2013 è la volta del secondo album, dal titolo Tanz auf dem Vulkan.
Nel 2016 cambia nome d'arte in Trettmann, pubblicando tre EP prodotti dal collettivo KitschKrieg. Il 29 settembre 2017 pubblica l'album #DIY, caratterizzato da sonorità cloud rap e contenente collaborazioni con rapper come Gzuz, Bonez MC, RAF Camora e Marteria. Nel 2018 raggiunge la vetta della classifica singoli con il brano Standard, realizzato con Gzuz, Ufo361 e Gringo. Il suo quarto album Trettmann viene reso disponibile il 13 settembre 2019, seguito, il 17 marzo 2023, da Insomnia, arrivato dopo alcuni problemi di salute. Entrambi gli album raggiungono la seconda posizione in classifica.

## Discografia

### Album in studio
- 2010 – Zwei murblance Halunken (con Ranking Smo)
- 2013 – Tanz auf dem Vulkan
- 2017 – #DIY
- 2019 – Trettmann
- 2023 – Insomnia

### Mixtape
- 2006 – Kaffee-Mix
- 2008 – Heckert Empire Mixtape

### EP
- 2012 – Zentralgestirn
- 2016 – KitschKrieg
- 2016 – KitschKrieg 2
- 2016 – KitschKrieg 3
- 2017 – Herb und Mango (con Megaloh)
- 2024 – Your Love Is King
- 2024 – Your Love Is King 2
- 2024 – Your Love Is King 3